# Rivière de la Prairie
La rivière de la Prairie ou rivière Chéticamp est un cours d'eau au Cap-Breton, au Canada.

## Géographie
La rivière de la Prairie prend sa source dans le lac de Chéticamp, à 470 mètres d'altitude dans les plateau du Cap-Breton. Ce lac est formé par un barrage sur la rivière. La rivière de la Prairie suit un cours orienté généralement vers l'ouest pendant près de 6 kilomètres avant d'entrer dans une gorge. Près de son embouchure, la rivière s'élargit et se dirige vers le nord, longe la Montagne Noire puis la plaine de Chéticamp sur sa rive gauche, alors que la Grande Falaise s'élève sur sa rive droite. La rivière passe ensuite par un barachois puis se déverse dans le golfe du Saint-Laurent. Plusieurs petites chutes d'eau se trouvent sur son cours.